# Боснякский национализм
Боснякский (бошнякский) национализм (босн. bošnjački nacionalizam, bošnjaštvo) — это национализм, отстаивающий национальную идентичность боснякского этноса и продвигающий его культурное единство. Не следует путать с общебоснийским гражданским национализмом  (босн. bosanski nacionalizam, bosanstvo), который продвигает национальную идентификацию всех граждан Боснии и Герцеговины, независимо от их этнорелигиозной принадлежности. Ранее босняки также именовались мусульманами (босн. muslimani).

Флаг Республики Босния и Герцеговина (1992-1998) — популярный символ боснякских националистов, один из национальных символов мусульман Боснии

## История
Боснийская национальная идентичность зародилась в Средневековье, но первоначально не имела никакого этнорелигиозного подтекста. Существовавшие в период османского владычества турецкие термины «Boşnaklar», «Boşnak taifesi», «Bosnalı takımı», «Bosnalı kavmi» означали просто «народ Боснии» и использовались для обозначения всего населения Боснии.

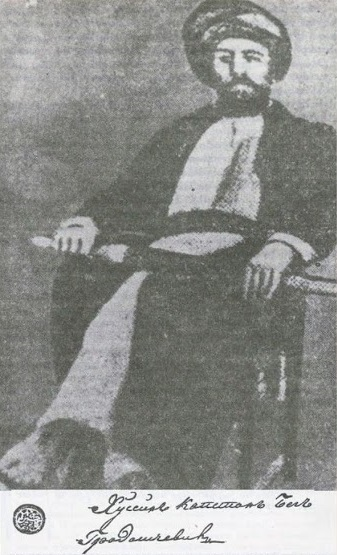
Хусейн Градашчевич — лидер движения за автономию Боснии, боснийский национальный герой. Известен под прозвищем «Змей из Боснии» (Zmaj od Bosne).

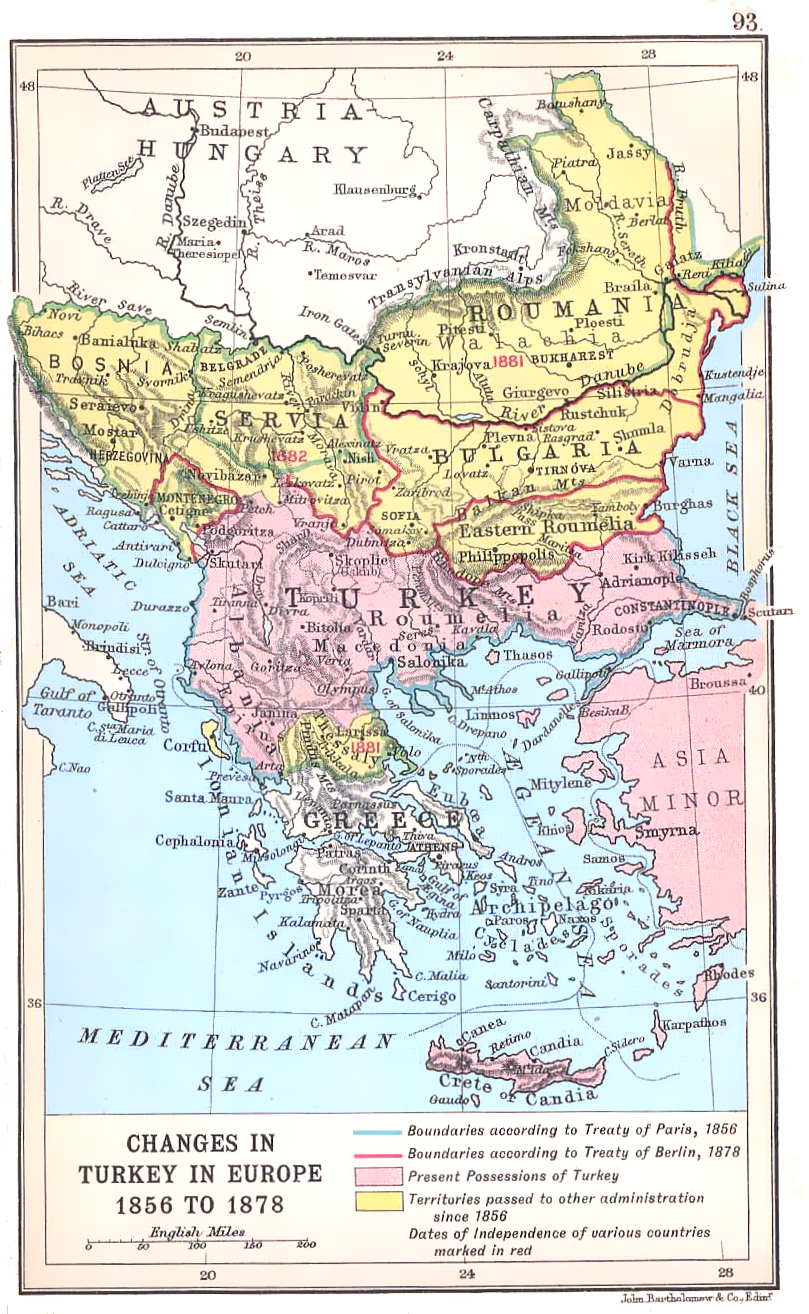
Территории, потерянные Турцией в Европе с 1856 по 1878 годы

В 1878 году Османская империя потерпела поражение в русско-турецкой войне, по итогам которой значительная часть европейских владений османов были потеряны. Босния оказалась оккупирована австро-венгерской армией. Австрийская администрация поощряла строительство боснийской нации, которая рассматривалась как объединение всех жителей Боснии, исповедующих три религии, равные друг другу в правах. Во многом это делалось из боязни австрийцев перед сербским и хорватским ирредентизмом, поскольку на конец XIX века пришел расцвет национализма.
Однако интеграционная политика Австро-Венгрии столкнулась с препятствиями. Хорватские и сербские общины Боснии, исповедуя разные религии (католицизм и православие соответственно), противились навязыванию общебоснийской идентичности. В связи с этим, боснийское самосознание находило сторонников главным образом у мусульман Боснии, отчасти из-за доминирующего положения последних во времена османского правления, в то время как сербские и хорватские националисты причисляли боснийских мусульман к своим народам. В 1910 году был создан Боснийский сабор (босн. Bosanski sabor), являвшийся законодательным органом. От мусульман в нём заседала Мусульманская народная партия (босн. Muslimanska narodna organizacija), существовали также непарламентские «Мусульманская прогрессивная партия» и «Мусульманские демократы».

В 1891 г. мэр Сараево и писатель Мехмед Капетанович в своём журнале «Бошняк» (Bošnjak) в своей статье написал:
В то время, как хорваты утверждают, что православные — наши злейшие враги и что сербство — это то же самое, что и православие, сербы изнуряют себя, привлекая наше внимание к какой-то фальшивой истории, посредством которой они сербизировали весь мир. Мы никогда не будем отрицать, что принадлежим к южнославянской семье; но мы останемся босняками, как наши предки, и никак иначе.

— Мехмед Капетанович, 1891
Создание Югославии основывалось на идее югославизма — идее единства сербов, хорватов и словенцев, при этом существование боснийской нации не признавалось. В 1919 году была создана Югославская мусульманская организация (Jugoslavenska muslimanska organizacija, JMO), стремившаяся защитить права бошняков. Партия имела своих представителей в правительстве в 1928 году и в 1935-1938 годах, преследуя своей целью сохранение территориального единства Боснии и Герцеговины в противовес планам создания хорватской автономии, в состав которой вошли бы населённые хорватами земли Боснии. Старания ЮМО потерпели неудачу, и в 1939 году была создана хорватская бановина в результате соглашения Цветковича — Мачека.
В апреле 1941 года нацистская Германия вторглась в Югославию и оккупировала ее совместно с фашистской Италией. При поддержке стран Оси усташи создали Независимое Государство Хорватия (хорв. Nezavisna Država Hrvatska, NDH). Лидеры усташей в своих заявлениях провозглашали бошняков «хорватами-мусульманами», даже называли их «наичистейшими, наименее испорченными в расовом отношении хорватами». На практике Босния и Герцеговина оказалась присоединена к Хорватии без каких-либо прав автономии, на бытовом уровне были сильны ксенофобские настроения по отношению к бошнякам, католическая пресса называла их «язычниками», а в правительстве НГХ не было ни единого мусульманина. В конце 1941 года часть боснийских мусульман написала письмо с требованием предоставления автономии.
С созданием Социалистической федеративной республики Югославия Босния и Герцеговина получила статус автономии в виде Социалистической республики в составе федерации. При этом, за бошняками не признавался статус отдельной национальности. Их называли «славянами-мусульманами» или «мусульманами» (Muslimani, муслимани), выделяя по религиозному признаку. В 1948 году в переписи населения им предлагалось называть себя «хорватом-мусульманином», «сербом-мусульманином» или «мусульманином, не определившимся со своей национальностью». Лишь в 1971 году правительство Югославии признало бошняков отдельным народом.
В 1970 году в свет вышла статья Алии Изетбеговича под названием «Исламская декларация» (босн. Islamska deklaracija), в которой изложены мысли о сосуществовании западной модернизации и исламской традиции. В 1983 году Изетбегович был осуждён на 5 лет тюремного заключения за продвижение исламско-националистических идей. В 1990 он стал одним из основателей Партии демократического действия, которая стала основной политической организацией мусульман Боснии. Боснийская война, шедшая с 1992 по 1995 гг., окончательно закрепила национальную идентичность бошняков. В 1993 году был возрождён термин «бошняк», заменивший термин «мусульманин».